# Mudhoney
Mudhoney – amerykański zespół rockowy grający muzykę grunge’ową, który powstał w 1988 w Seattle w stanie Waszyngton.

## Dyskografia
- 1989 – Mudhoney
- 1990 – Superfuzz Bigmuff
- 1991 – Every Good Boy Deserves Fudge
- 1992 – Piece of Cake(inne języki)
- 1993 – Five Dollar Bob's Mock Cooter Stew(inne języki)
- 1995 – My Brother the Cow(inne języki)
- 1998 – Tomorrow Hit Today(inne języki)
- 2000 – March to Fuzz(inne języki)
- 2002 – Since We've Become Translucent(inne języki)
- 2006 – Under a Billion Suns(inne języki)
- 2008 – Live Mud(inne języki) (LP)
- 2008 – The Lucky Ones(inne języki)
- 2013 – Vanishing Point(inne języki)
- 2018 – Digital Garbage(inne języki)[1]
- 2023 – Plastic Eternity(inne języki)[2]

## Skład
- Mark Arm – gitara, śpiew
- Steve Turner – gitara
- Dan Peters – perkusja
- Guy Maddison – gitara basowa (od 2001)

Byli członkowie
- Matt Lukin(inne języki) – gitara basowa (1988–1999, 2000–2001)